# Richtlinie 2001/82/EG (Gemeinschaftskodex für Tierarzneimittel)
Die Richtlinie 2001/82/EG des Europäischen Parlaments und des Rates vom 6. November 2001 zur Schaffung eines Gemeinschaftskodexes für Tierarzneimittel ist eine aufgehobene Richtlinie der Europäischen Union, in der die zuvor verabschiedeten  Tierarzneimittel-Richtlinien der europäischen Union zu einem Gemeinschaftskodex zusammengefasst worden waren. Sie wurde am 28. Januar 2022 abgelöst durch die Verordnung (EU) 2019/6 über Tierarzneimittel.

## Inhalt
- Titel I – Begriffsbestimmungen
- Titel II – Anwendungsbereich
- Titel III – Inverkehrbringen
  - Kapitel 1 – Genehmigung für das Inverkehrbringen
  - Kapitel 2 – Besondere Bestimmungen für homöopathische Tierarzneimittel
  - Kapitel 3 – Verfahren zur Erteilung der Genehmigung für das Inverkehrbringen
  - Kapitel 4 – Gegenseitige Anerkennung der Genehmigungen
- Titel IV – Herstellung und Einfuhr
- Titel V – Etikettierung und Packungsbeilage
- Titel VI – Besitz von, Großhandel mit und Abgabe von Tierarzneimitteln
- Titel VII – Pharmakovigilanz
- Titel VIII – Überwachung und Sanktionen
- Titel IX – Ständiger Ausschuss
- Titel X – Allgemeine Bestimmungen
- Titel XI – Schlussbestimmungen
- Anhang I – Analytische, toxikologisch-pharmakologische und tierärztliche oder klinische  Vorschriften und Nachweise über Versuche mit Tierarzneimitteln
- Anhang II 
  - Teil A: Aufgehobene Richtlinien mit ihren nachfolgenden Änderungen
  - Teil B: Fristen für die Umsetzung in innerstaatliches Recht
- Anhang III – Entsprechungstabelle